# Каневский, Давид Исаакович
Давид Исаакович Каневский (также встречается Исакович, Коневский; 1916, Лохвица, Полтавская губерния, Российская империя — 26 декабря 1944, Будапешт, Королевство Венгрия) —  украинский советский поэт, прозаик, журналист.

## Биография
Родился в 1916 году в Лохвице Полтавской губернии Российской империи (ныне в Полтавской области, Украина) в семье служащего. В 1931 году переехал в Харьков, где, окончив школу ФЗУ, устроился на работу на Харьковский электромеханический завод. В 1937 году решил продолжить образование и поступил на исторический факультет Харьковского университета им. А.М. Горького, но завершить обучение не успел из-за начавшейся Великой Отечественной войны.
В начале войны занимался выпуском агитплакатов, но вскоре записался добровольцем на фронт. Окончил курсы усовершенствования политсостава, 27 марта 1943 повышен в звании до старшего лейтенанта, через полгода, 19 ноября 1943 года — до капитана. Награждён медалью «За боевые заслуги» и орденом Красной Звезды
Публиковался в армейской газете «Мужество» и «Советский пилот», в которую был переведён летом 1944 года. Выполняя редакционное задание, капитан Каневский погиб 26 декабря 1944 года в воздушном бою над Будапештом.

## Творчество
Работая на Харьковском электромеханическом заводе, писал статьи, заметки, стихи, которые публиковались в местных газетах. В 1939 году опубликовал сборник стихотворений на украинском языке «Родная улица». В сборнике «Лётчики» (1940) многие стихотворения посвящены любви к Родине. Почти все фронтовые стихотворения написаны на русском языке (остальные — на украинском).